# Іцамна
Іцамна («будинок ігуани») — один з найважливіших богів мая, син бога-творця світу Хунаб-Ку, творець цивілізації, вважається богом неба та сонця, також називають Богом Дня або Богом Ночі та Неба. Його дружиною була богиня Іш-Чел, яка вважалася покровителькою медицини, ткацтва та народження дітей. Іш-Чел зображували зі зміями у волоссі і клешнями замість рук.

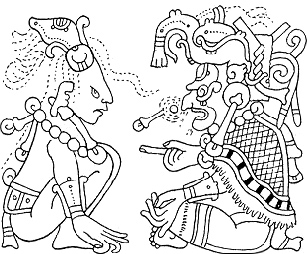
Іцамна, праворуч, розмовляє з богом кукурудзи (малюнок з Дрезденського кодексу).

Судячи з імені цього божества, воно перейшло в міфологію мая з більш давніх епох, коли поклонялися тотемним тваринам. З цього часу зберігся символ цього божества — кайман або ігуана.
У більш пізній час ці тварини стали символами чотирьох опор світобудови: голови рептилій, з'єднуючись внизу головами, становили землю, а їх підняті вгору тіла і з'єднані у вигляді купола хвости — небосхил. За іншою версією, Іцамна — це уособлення світобудови: земля — це голова, а небо — тіло божества.
Спочатку цей бог мая зображався як рептилія із пташиними крилами, з пащею з безліччю зубів і кігтями хижака. Пізніше його стали малювати беззубим старим зі зморшками, акцентуючи увагу на його старості.
Згодом Іцамна втрачав архаїчні риси, набував нових якостей. Це було пов'язано значною мірою з переходом до нових типів господарства, класової організації суспільства. Він стає володарем над стихіями. До 15-12 століть до н. е. Іцамна стає одним з головних божеств.
Іцамну пов'язували з винаходом писемності, його вважали покровителем і захисником міст. Крім того, цього бога вважали творцем всього світу і покровителем освіти і науки, він також керував зміною дня і ночі.
Зображення Іцамна можна було знайти на атрибутах влади вождів племен мая. У міфології племені мая Іцамна існував у кількох втіленнях: Іцамна-Кавілья (бог врожаю), Іцамна-Туль (бог шкідливих дощів), Іцамна-Кініч-Ахав (бог сонця), Іцамна-Каб (бог землі), Іцамна-Кабуль (творець світу).
Певною мірою Іцамна став абстрактним божеством, уособлюючи собою корисні або шкідливі дощі, ґрунтову родючість, створення світу і навіть винахід писемності. Він вважався покровителем ряду міст-держав мая.
Усі інші божества пантеону мая вважалися нащадками пари Іцамна та Іш-Чел.